# Famille von Eickstedt
 (septembre 2024).
La famille von Eickstedt est une ancienne famille noble de Poméranie, qui se considère comme apparentée aux Eichstedt (de) de l'Altmark et aux Vitzthum von Eckstedt (de) de Thuringe, et atteint également un certain renommée dans le Mecklembourg et la Prusse. Des branches de la famille existent encore aujourd'hui.

## Histoire

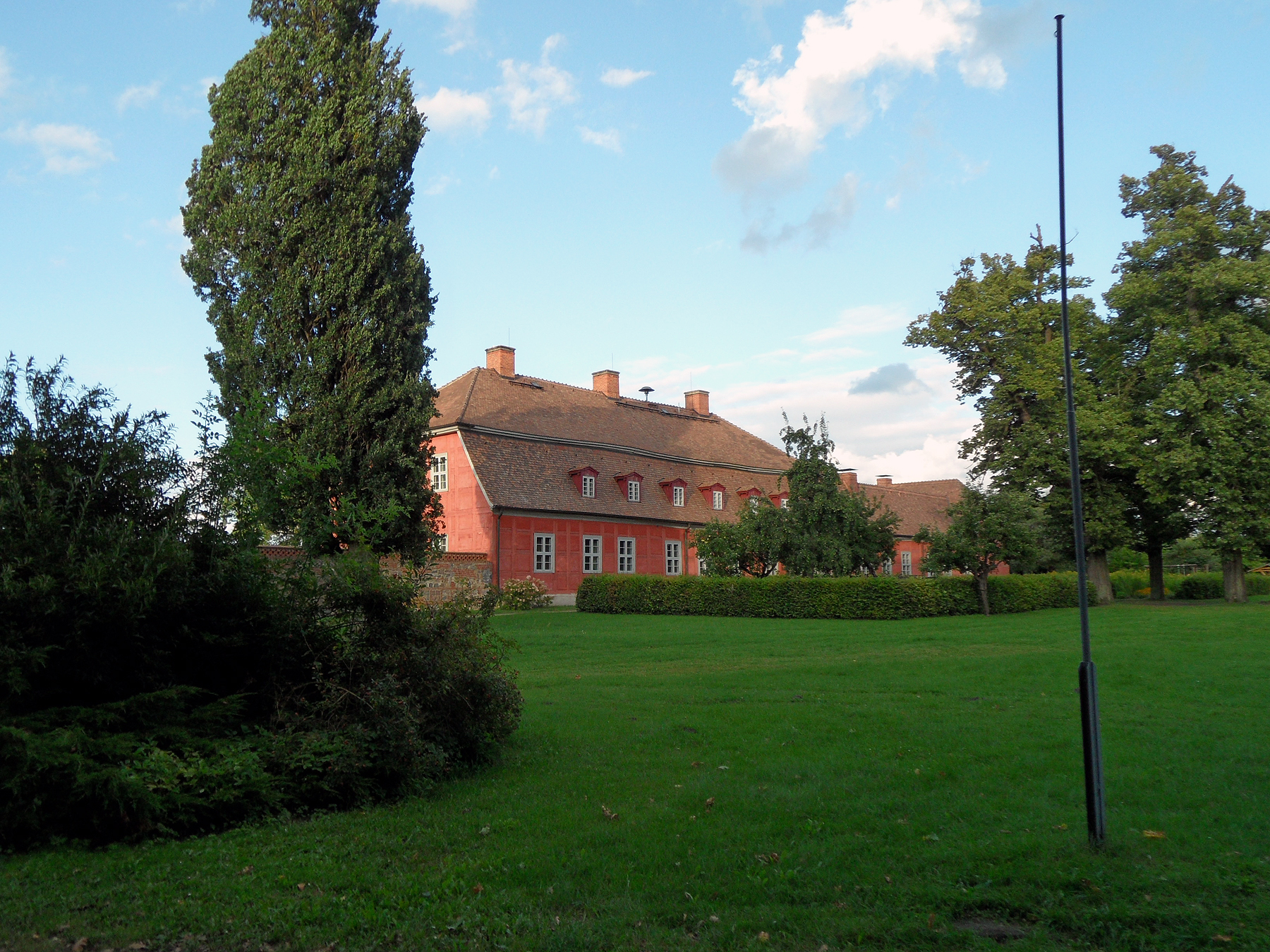
Château de Rothenklempenow, ancien siège de la famille

En 1129, Conradus de Ekstedte (mort en 1130), légat du futur empereur Lothaire de Supplinbourg et petit-fils d'Adelheid, fille d'Esico von Ballenstedt (de), est le premier à porter le nom héréditaire de la famille. Le lien de filiation avec les Hinricus de Ekstede et fratres sui et Tidericus cités en 1163 n'est pas certain. Les contacts des Eickstedt, qui émigrent de l'Altmark vers l'Uckermark ou la Poméranie dans la deuxième moitié du XIIIe siècle, sont attestés dès 1187, lorsque Hinricus de Ekstedte et son frère sont cités comme témoins lors de la construction de l'église Saint-Jacques à Stettin. En 1280, les Eickstedt sont mentionnés pour la première fois  dans des documents à Hohenholz près de Penkun et vers 1309 au château de Rothenklempenow. C'est avec le chevalier Friedrich von Eickstedt (mort en 1309), mentionné dans un document de 1296, que commence la lignée sûre. Depuis le XIVe siècle, les Eickstedt comptent parmi les familles châtelaines de Poméranie et occupent à partir de 1357 la fonction de chambellan héréditaire dans le duché de Poméranie-Stettin.

### Expansion et accession à la propriété

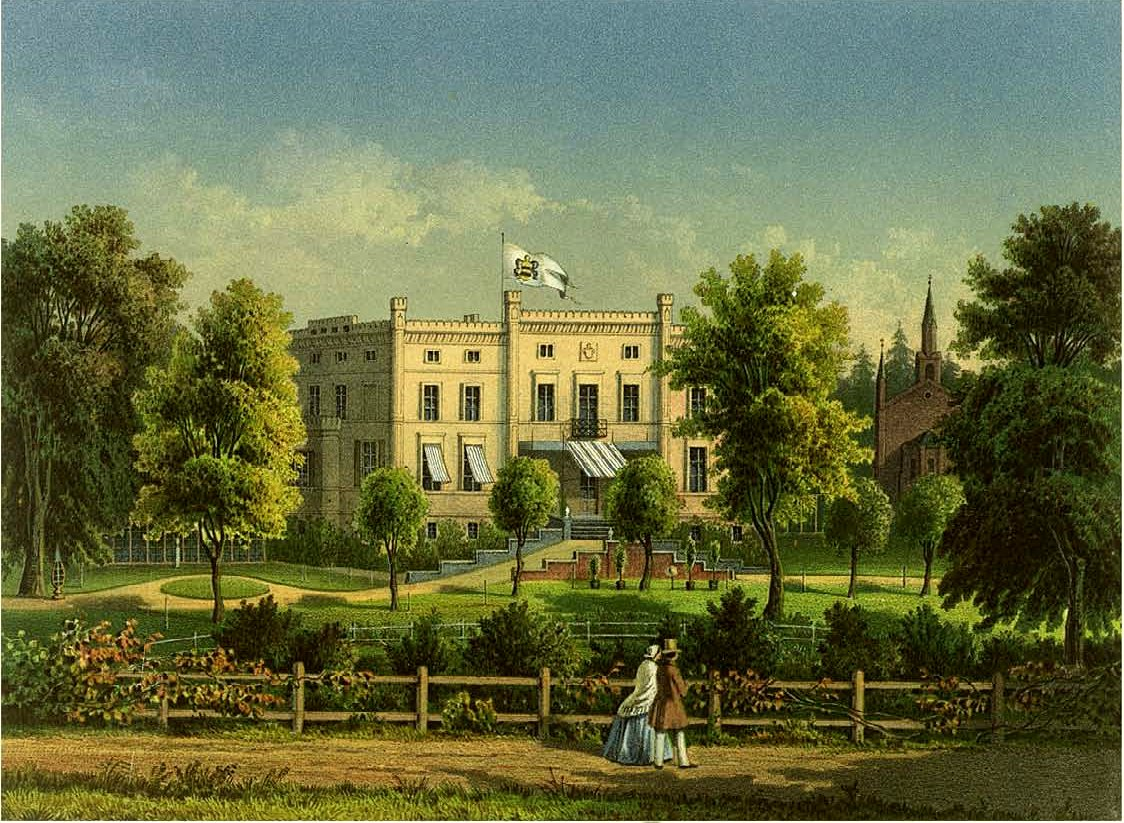
Château de Tantow vers 1857/58, Collection Alexander Duncker

Pendant des siècles, les Eickstedt se sont surtout développés en Poméranie-Occidentale et dans l'Uckermark, en particulier le domaine d'Eickstedt, considérée comme la maison ancestrale, mais la famille a également pu s'établir dans la Moyenne-Marche (de) et dans le Nouvelle-Marche. Dès le XVIIIe siècle, toutes les branches florissantes peuvent être rattachées au domaine ancestral poméranien de Rothenklempenow, certaines lignées se nommant d'après leurs domaines de Hohenholz, Koblentz et Mitzow, à l'ouest de Stettin. Au XVIIIe siècle, la famille possède également Kützkow près de Magdebourg, et plus tard brièvement les domaines prussiens de Klein Bandtken, Louisenhof et Rosainen dans l'arrondissement de Marienwerder (de). En 1793, les Eickstedt arrivent en Silésie, où ils possèdent entre autres les domaines de Grzegorzowitz, Kornitz, Silberkopf et Slawikau dans l'arrondissement de Ratibor (de), Kottwitz dans l'arrondissement de Glogau et Rudoltowitz et Summin dans l'arrondissement de Pless (de). Dans le Mecklembourg, les Eickstedt sont entrés dans l'héritage des von Peterswaldt et possèdent brièvement les domaines de Pritzier et Quassel.

### Élévations de rang
Friedrich Wilhelm von Eickstedt (de) (1703-1772), héritier universel de son oncle maternel Karl Friedrich von Peterswaldt (mort en 1753), est élevé avec son neveu August Ludwig Maximilian von Eickstedt (mort en 1814) au rang de comte prussien le 28 janvier 1753. Cela se fait en réunissant le nom et les armoiries avec ceux de Peterswaldt, qui sont partis avec l'oncle héritier ci-dessus. Cette branche comtale plus ancienne ne peut pas se perpétuer dans la lignée et s'éteint dès 1814 avec le dernier nommé. En tant qu'héritier des biens du comte, le conseiller général Carl Ludwig Friedrich von Eickstedt (1780-1862) obtient le 16 juin 1816 l'autorisation d'unir son nom et ses armoiries à ceux des von Peterswaldt, qui se sont éteints. Le 15 octobre 1840, ce dernier est élevé au rang de comte prussien. Selon le droit d'aînesse issu d'un mariage noble, le titre est lié à la propriété de Rothenklempenow. La branche cadette comtale s'éteint avec Vivigenz Ernst von Eickstedt-Peterswaldt (de) (mort en 1977).

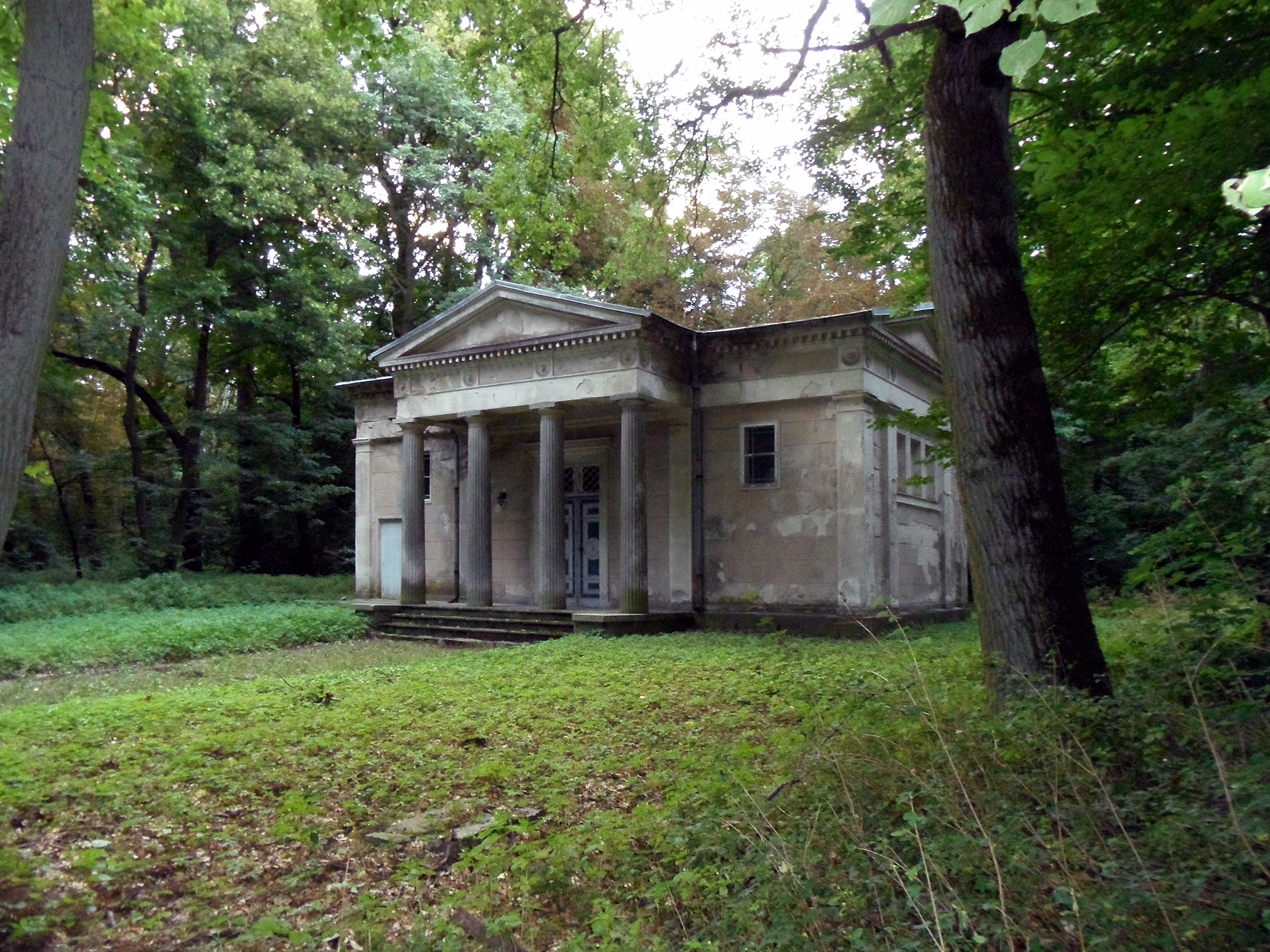
Ancien mausolée de la famille von Eickstedt, depuis 1897

Le 6 août, par diplôme du 19 décembre 1883, Hugo Julius von Eickstedt (de) (1832-1897), propriétaire foncier et chambellan héréditaire de Poméranie-Occidentale, est élevé au rang de baron prussien, lié à la possession du fidéicommis de Giraltowitz et Groß Muritsch.De ses deux fils, le plus jeune baron Hugo Eugen von Eickstedt (né en 1873) survit à son père et est sous-lieutenant prussien dans le 20e régiment de dragons (de).
Le 3 décembre 1883, avec diplôme du 6 mai 1884, le premier-lieutenant prussien en retraite, député d'arronsisesment et chambellan héréditaire de Poméranie-Occidentale Friedrich Wilhelm von Eickstedt (1828-1891) est élevé au rang de baron prussien, lié par le droit d'aînesse issu d'un mariage noble à la possession du fideicommis de Silberkopf et Waissack . Son fils unique, le baron Friedrich Wilhelm Siegbart von Eickstedt (1856-1887), sous-lieutenant prussien, clôt déjà cette branche.
Le 8 avril, par diplôme du 23 juin 1885, Ernst Friedrich Karl Rudolf von Eickstedt (1851-1896) est élevé au rang de baron prussien, lié par le droit d'aînesse issu d'un mariage noble à la propriété du fideéicommis de Slawikau. Son fils, le baron Guido Karl Ferdinand Ernst von Eickstedt (né en 1877), perpétue la branche.
Le 6 juillet, par diplôme du 26 octobre 1887, le major prussien en retraite Vivigenz Joachim Valentin von Eickstedt (1834-1896) est élevé au rang de baron prussien, lié par le droit d'aînesse issu d'un mariage noble à la propriété du fideiicommiss de Tantow et Radekow. Bien qu'il a été marié deux fois, il est mort sans laisser d'enfants.

## Blason

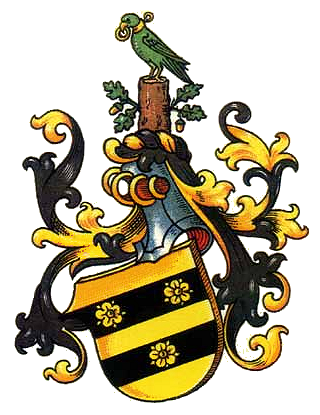
Armoiries de la famille von Eickstedt

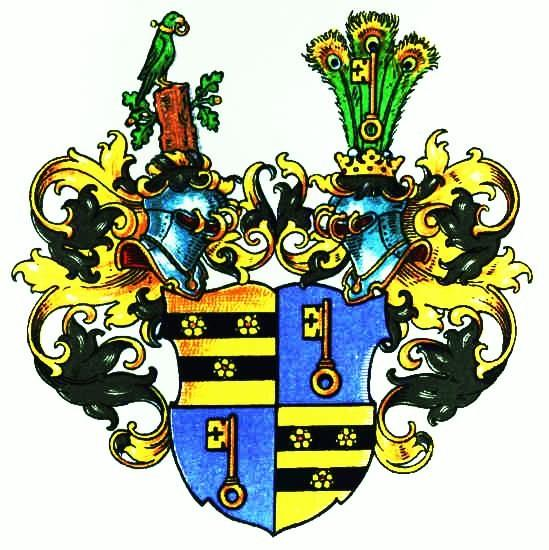
Armoiries unies des barons : armoiries de famille et chambellan héréditaire (clé d'or sur fond bleu)

Le blason de la famille montre deux barres noires en or, dont la supérieure est couverte de deux roses dorées, l'inférieure d'une rose dorée. Sur le casque aux lambrequins noirs et dorés se dresse une souche de chêne naturel avec des feuilles vertes et des glands, sur laquelle est assise une perruche verte avec un collier d'or et un anneau d'or dans son bec.
Les armoiries comtales (1753;1840) sont écartelées, avec un écusson en cœur représentant les armoiries de la famille. 1 et 4 en rouge à une barre d'argent surmontée d'une tête de sanglier noire aux défenses d'argent (Peterswaldt) ; 2 et 3 en bleu, une clé d'or placée verticalement avec le panneton pointant vers le haut (chambellan de district). Trois casques : celui de droite avec des couvertures rouges et argentées, une argentée et une corne de buffle (de) rouge (Peterswaldt) ; sur celui du milieu, le casque des armoiries de la famille ; à gauche, la clé aux couvertures rouge et or devant trois plumes naturelles de paon (chambellan héréditaire). Porte-blason : deux lions d'or.

## Personnalités

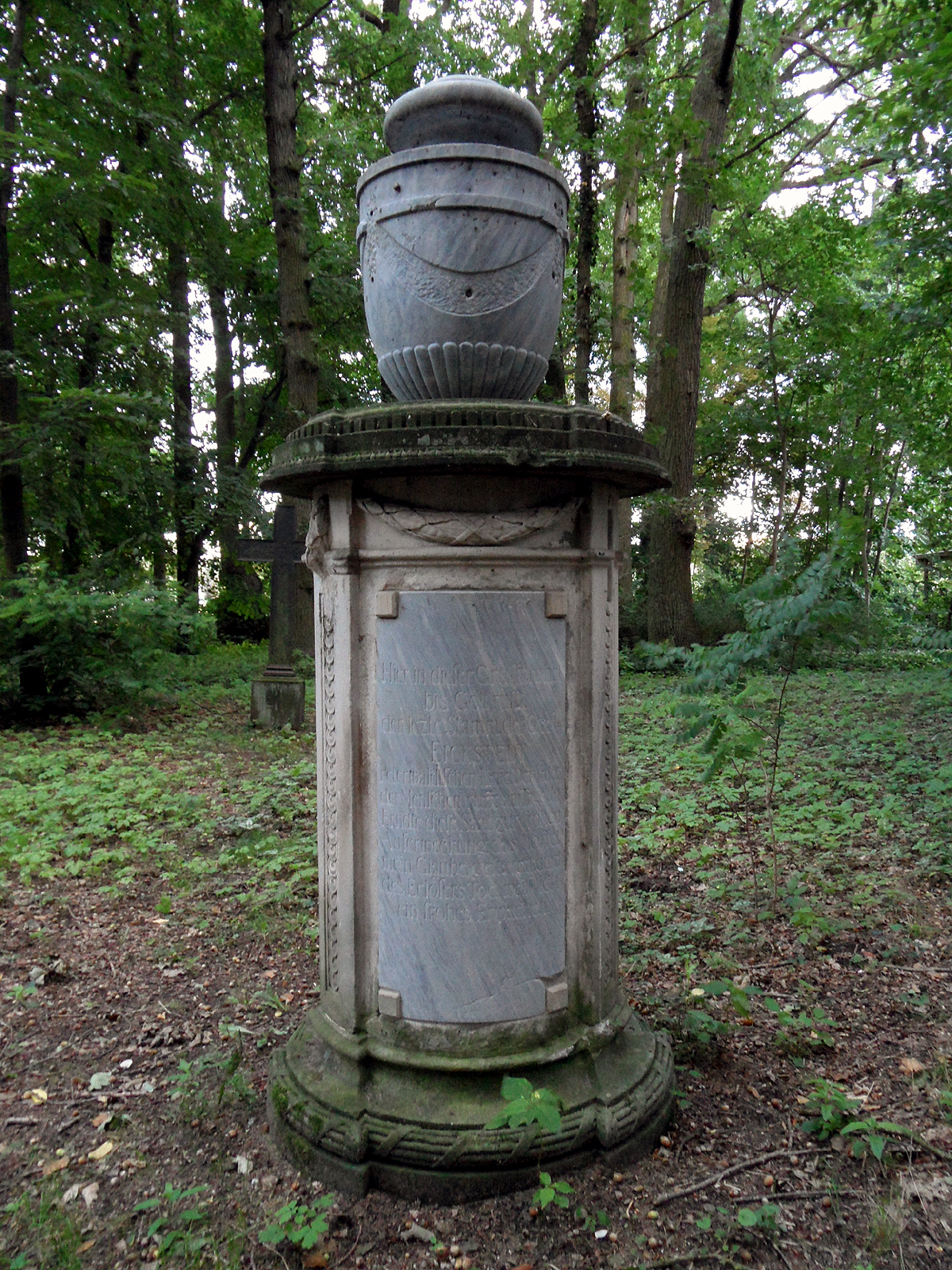
Tombe des comtes d'Eickstedt zu Koblentz

- Friedrich von Eickstedt (de) (mort en 1343), évêque de Cammin
- Caspar von Eickstedt (de), ecclésiastique, Vice-Ominus du diocèse de Cammin de 1440 à 1456
- Valentin von Eickstedt (de) (1527-1579), chancelier de Poméranie et fonctionnaire à Wolgast et Ueckermünde
- Georg von Eickstedt (de) (1584-1655), administrateur d'arrondissement de la chevalerie de Poméranie
- Dubslaff Christoph von Eickstedt (de) (1588-1644), juge du tribunal ducal de Poméranie, magistrat et administrateur d'arrondissement
- Caspar von Eickstedt (de) (1602-1632), administrateur d'arrondissement du duché de Poméranie
- Marcus von Eickstedt (de) (mort en 1661), homme d'État poméranien, envoyé poméranien aux négociations pour les traités de Westphalie
- Valentin von Eickstedt (de) (1669-1718), général de division danois à la bataille d'Helsingborg
- Friedrich Wilhelm von Eickstedt-Peterswald (de) (1703-1772), conseiller d'État secret prussien et ministre de la Guerre
- Georg von Eickstedt (1730-1807), président de district de Poméranie et directeur général du paysage
- Bernhard Friedrich von Eickstedt (de) (1731-1796), général de division prussien
- Georg Friedrich von Eickstedt (1743-1807), président du district de Stettin
- Ernst Heinrich Friedrich Carl von Eickstedt (de) (1786–1830), officier de cavalerie prussien, député du parlement provincial de Poméranie (de)
- Hugo von Eickstedt (de) (1832-1897), propriétaire d'un manoir silésien et fonctionnaire de la cour de Poméranie
- Viktor von Eickstedt (1849-1926), lieutenant général allemand
- Rudolf von Eickstedt (de) (1852-1925), amiral allemand
- Detloff von Eickstedt (1860-1920), général de division allemand
- Egon von Eickstedt (de) (1892-1965), anthropologue allemand et théoricien racial
- Vivigenz Ernst von Eickstedt-Peterswaldt (de) (1904-1977), propriétaire terrien et acteur de cinéma allemand